# Certificat de fin d'études secondaires
Pour un article plus général, voir Baccalauréat en France.
En France le Certificat de fin d’études secondaires (CFES) existe depuis 1965. C'est une certification délivré à la fin de l'enseignement secondaire en cas d'échec à l'épreuve du baccalauréat.
Un certificat de fin d’études permet de justifier du « niveau bac ». Son obtention est mentionné sur le relevé de notes du baccalauréat pour les candidats ayant échoué aux épreuves de rattrapage, aussi appelées épreuves du second groupe. Il concerne donc les élèves qui ont obtenu une moyenne entre 8 et 9,99 sur 20 au baccalauréat.

## Présentation
Créé par le décret no 65-959 du 9 novembre 1965, il est délivré par le recteur d'académie aux élèves obtenant une note moyenne comprise entre 8 et 10/20 au baccalauréat. Il n'atteste pas d'un niveau de connaissances et de compétences équivalent à celui du baccalauréat.
Selon leur filière d’origine, les candidats obtiennent :
- Le certificat de fin d’études secondaires (CFES) pour le baccalauréat général
- Le certificat de fin d’études technologiques secondaires (CFETS) pour le baccalauréat technologique
- Le certificat de fin d’études professionnelles secondaires (CFEPS) pour le baccalauréat professionnel

Ce certificat ne remplace pas le diplôme du baccalauréat, il permet uniquement d'attester le fait qu'un lycéen ait suivi son cursus jusqu'à son terme. Il permet seulement de s’inscrire dans certaines écoles l'acceptant et de pouvoir passer certains concours.

### Sources
- Présentation de la réforme du lycée sur le site du Ministère de l’Éducation nationale.